# Центр космічних польотів імені Ґоддарда
Goddard Space Flight Center (GSFC, Центр космічних польотів імені Ґоддарда) — велика дослідницька лабораторія НАСА, заснована 1 травня 1959 року. У GSFC зайнято близько 10 тисяч цивільних службовців і працівників підрядників НАСА. Центр розташований у 10 км на північний схід від Вашингтона в Гринбелт. GSFC — один із десяти основних центрів НАСА. Названий на честь доктора Роберта Ґоддарда (1882⁣—1945), піонера ракетобудування.

## Фотографії
|                                         |
| Центр космічних польотів імені Ґоддарда |

|                                                                                  |
| Панорамний вигляд Центру для відвідувачів (праворуч видно верхівку ракети Delta) |